# Krajinski park Zgornja Idrijca
Krajinski park Zgornja Idrijca je občina Idrija razglasila in ustrezno zavarovala leta 1992. Območje parka zavzema 4230 hektarov, kar 4105 hektarov razgibanega površja pa pokrivajo jelovo bukovi gozdovi, po večini bogati in negovani, kljub petstoletnemu izkoriščanju za potrebe rudnika živega srebra. Z gozdom neporaščene so le manjše površine okoli domačij.
To je geološko in geomorfološko izjemno pestro območje, menjavajo se propustne in nepropustne kamnine, mnogo je tudi področij bogatih s fosili, pod Sončnim robom nad Hudim poljem so morenski nasipi, kar kaže da je do tod segal ledenik. Prisoten je tudi kras. Tako najdemo brezna, vrtače in znamenito Divje jezero.
V teh krajih je življenjski prostor številnih ogroženih rastlinskih in živalskih vrst. Nekateri predeli so zaradi težke dostopnosti povsem naravno ohranjeni (in tudi strožje varovani, bodisi kot naravni spomeniki, bodisi naravni rezervati).

## Obseg parka
Park obsega velik del zgornjega dela porečja reke Idrijce od njenega izvira pri Mrzli Rupi pod Vojskim na severnem robu Trnovskega gozda (vrh Poslušanja 1346 m), do mesta Idrije (325 m) - v dolžini skoraj 30 km. Meri 42,3 km2. V parku živi okrog 200 prebivalcev v naseljih Čekovnik, Idrijska Bela in Mrzla Rupa. Strugi Idrijce in Belce sta polni globokih tolmunov in pisanega proda, takoj zraven pa so lepo ohranjeni obrečni logi s travniki. Vode je vedno dovolj, saj na Krekovšah med dolinama Idrijce in Belce beležimo enega od slovenskih maksimumov padavin (3000 mm letno). Osrednji del parka je na sotočju Idrijce in Belce, 7 km od odcepa z glavne ceste Ljubljana - Idrija.

## Varstveni režim
Prepovedana so vsa obsežnejša zemeljska dela, regulacije vodotokov, gradnje javnih cest, nabiranje rastlin in gozdnih sadežev v komercialne namene, pozročanje hrupa,  loviti in nabirati živali razen v okviru ribolovnega in lovskega gospodarjenja, nabiranje fosilov, ... V območjih naravnih spomenikov je varovanje še strožje. V naravnem rezervatu Bukov vrh pa niso dovoljeni nikakršni posegi, gibanje je dovoljeno samo v znastveno raziskovalne in izobraževalne namene.

## Klima
Ker se park razteza od dobrih 300 pa do skoraj 1400 m nm.v. je kilma zelo pestra. Tako je v Idriji poprečna letna temperatura 10 °C, pri izviru Idrijce pa 5 °C. Padavin je veliko in so tudi močne. Krekovše so z več kot 3000 mm med najbolj namočenimi kraji v Sloveniji. Pozimi je tudi precej snega, pogosto nastane žled.

## Rastlinstvo
Park obsega 97 % gozda, večinoma bukve in jelke.
V dolinah Idrijce in Belce ter grapah številnih pritokov uspevajo tri vrste jegličev: endemični kranjski jeglič (Primula carniolica) in reliktna vrsta avrikelj (Primula auricula), ter njun križanec idrijski jeglič (Primula venusta), ki ga najdemo le v Idrijsko-Cerkljanskem hribovju. Pogosta sta tudi Clusijev svišč (Gentiana clusii) in širokolistna lobodika (Ruscus hypoglossum), ob Divjem jezeru najdemo alpsko mastnico (Pinguicula alpina).
V območju današnjega parka so botaniki Giovanni Antonio Scopoli, Baltazar Hacquet, Henrik Freyer, Franc Hladnik in drugi, prvi sistematično raziskovali rastlinstvo današnje Slovenije.

## Živalstvo
Območje je življenjski prostor ogroženih živalskih vrst npr. divjega petelina in ruševca. Tu se občasno ali stalno pojavljata tudi medved in ris. Pogosta je jelenjad, srnjad in gamsi, v Idrijci pa živi potočna postrv.

## Botanični vrt
Scopolijev botanični vrt se nahaja na začetku poti ob izhodu iz mesta Idrija. Urejen je bil leta 2004. Janez Anton Scopoli (1723-1788) je bil prvi zdravnik v rudniku (1754-1769). Odkril in opisal je več do tedaj neznanih rastlin ter bil začetnik naravoslovnega raziskovanja na takratnem Kranjskem. V vrtu je več kot 100 rastlinskih vrst, med njimi endemično Idrijsko tevje, Scopolijev Kranjski volčič in druge rastlinske vrste.

## Naravoslovna učna pot
Ob rakah je speljana naravoslovna učna pot ob Rakah, ob kateri je mogoče videti nekatere drevesne orjake, rečni okljuk pri Zagodu, studenec, več brvi čez reko Idrijco in se sprehoditi do Kobile. Po njej se pride tudi do Zagoda, Stare mejce, Divjega jezera, od jezu pri Kobili naprej pa po slikoviti dolini Idrijce do naselja Bela.

## Naravni rezervati v parku
- Bukov vrh

## Naravni spomeniki
- Bedrova grapa
- Divje jezero
- Jama nad Kobilo
- Kramaršca
- Suha Idrijca
- Vrtači pod Petelinovim vrhom

## Kulturni spomeniki
- Drviše (Mrzla rupa - Vojsko) - arheološki spomenik
- Klavže na Belci - Brusove klavže - tehniški spomenik
- Klavže na Belci - Putrihove klavže - tehniški spomenik
- Klavže na ldrijci - idrijske klavže - tehniški spomenik
- Območje partizanske bolnice Pavla - NOB spomenik
- Spomenik SVPB Pavla – Hudo polje - NOB spomenik